# HD 106252 b
HD 106252 b é um planeta extrassolar gigante gasoso pelo menos 7 vezes mais massivo do que Júpiter. Foi anunciado em 2001 pelo Observatório Europeu do Sul. A descoberta foi confirmada por uma equipe diferente usando o Observatório Lick.